# Вступ до мовознавства
Вступ до мовознавства — елементарний, початковий, пропедевтичний (вступний) курс мовознавства, який містить основні відомості із загального мовознавства, без яких неможливе вивчення жодної лінгвістичної дисципліни.
Вступ до мовознавства вважається теоретичним фундаментом усіх інших мовознавчих дисциплін, оскільки ознайомлює з основами теорії мови, розвиває вміння осмислено підходити до мовних явищ і дає лінгвістичні поняття, необхідні для вивчення будь-якої лінгвістичної дисципліни.

## Історія виникнення курсу

### В Україні

Обкладинка сучасного посібника «Вступ до мовознавства» за редакцією Кочергана М. П.

Курс «Вступ до мовознавства» має більше ніж двохсотлітню вітчизняну історію: бере свій початок від введення у гуманітарних навчальних закладах початкового курсу «словєсності», який було запропоновано відомим вченим Іваном Рижським однойменною працею «Вступ до кола словесності». Щоправда курс мав спочатку тільки допоміжну функцію. Він слугував важливим педагогічним цілям, а саме: вивченню класичних мов (здебільшого латинської).
На початку XX століття курс стає вже не тільки самостійним, але і обов'язковим для всіх університетів з історико-філологічним напрямком, і виступає як загальнотеоретичне введення в науку про мову взагалі. Перший підручник із «Вступу до мовознавства» українською мовою побачив світ 1940 року, єдиним автором якого був відомий мовознавець Михайло Калинович. Досить тривалий час він залишався єдиним вишівським підручником з цієї дисципліни, який у 1947 році пережив також перевидання.

## Курс у закладах вищої освіти
У процесі підготовки студентів філологічних спеціальностей курс «Вступ до мовознавства» посідає особливе місце: ознайомлюючи слухачів з основними поняттями сучасного мовознавства та відповідною термінологією, він виконує функцію базової дисципліни всього лінгвістичного циклу.

## Проблеми курсу
Основні проблеми, що охоплює курс:
- природу і сутність мови;
- структуру мови;
- походження мови та закономірності розвитку мов світу;
- виникнення й розвиток письма;
- класифікацію мов світу за походженням і за будовою;
- шляхи й методи вивчення мовного матеріалу;
- зв'язок мовознавства з іншими науками.